# Хайфский округ
Хайфский округ (ивр. מחוז חיפה‎) — один из семи административных округов Израиля. Столицей округа является город Хайфа. Площадь округа составляет 864 км².

## Население
По статистическим данным Центрального статистического бюро Израиля население округа на 2023 год составляет 1 124 400 человек.
В процентном соотношении:
- Евреи — 634 300 чел. (69,5 %)
- Арабы — 228 100 чел. (25 %)
- Другие — 50 600 чел. (5,5 %)

Вероисповедание:
- Евреи — 71,27 %
- Арабы-мусульмане — 18,81 %
- Арабы-христиане — 1,78 %
- Друзы — 2,52 %
- Остальные — 4,9 %

Ежегодный прирост населения составил 0,8 %.

## Административное деление
Северный округ разделен на подокруга Хайфа (565 900 чел.) и Хадера (415 400 чел.).
| Города | Местные советы | Региональные советы                        |
| --- | --- | ------------------------------------------ |
| - Бака-аль-Гарбия - Кирьят-Ата - Кирьят-Бялик - Кирьят-Моцкин - Кирьят-Ям - Кирьят-Хаим - Нешер - Ор-Акива - Тират-Кармель - Умм-эль-Фахм - Хадера - Хайфа | - Арара - Басма - Биньямина — Гиват-Ада - Далият-эль-Кармель - Джат - Джиср-эз-Зарка - Зихрон-Яаков - Исфия - Кафр-Кара - Кирьят-Тивон - Маале-Ирон - Пардес-Хана-Каркур - Рехасим - Фурейдис - Хариш | - Алона - Звулун - Менаше - Хоф-ха-Кармель |